# 陳至立
陳至立（ちんしりつ、簡体字：陈至立、繁体字：陳至立、英語：Chen Zhili、チェン・ジーリー、1942年11月21日 – ）は、中華人民共和国の政治家。教育部長、第16期中国共産党中央委員、教育担当国務委員などを歴任した。女性としては引退した呉儀に次ぐ地位にある。

## 経歴
1942年11月21日に福建省莆田市仙游県に誕生した。1961年に復旦大学物理学部固体物理学科在学中に中国共産党に入党した。1964年の卒業後は中国科学院で珪酸塩研究所誘電体物理学科で学習し、1968年に卒業後は解放軍で2年間訓練した。1970年から中国科学院上海珪酸塩研究所で10年間研究員、1980年から1982年までペンシルベニア州立大学客員研究員であった。
帰国後は同研究所党委員会副書記、1984年から上海市科技工作委員会党委員会副書記、書記となる。天安門事件当時の1989年6月は市党委員会宣伝部部長として世界経済導報停刊に関わった。1991年に市党委員会副書記、1997年に国家教育委員会党組書記、副主任、1998年の全国人民代表大会で教育部長として朱鎔基内閣に入閣した。
2003年3月の全国人民代表大会では5年間務めた教育部長から教育担当の国務委員に昇格したが、教育界の汚職・腐敗などの為に反対・棄権票が1割以上出た。反対・棄権が1割以上を超えたのは曽慶紅国家副主席と陳至立のみだが、他にも黄菊国務院第一副総理・賈慶林全国政協主席などが上位を占め、上海閥に対する批判を裏付ける結果となった。2008年3月に第11期全国人民代表大会第1回会議で全国人民代表大会常務委員会副委員長に当選した。なお第13・14期党中央候補委員、第15・16・17期中央委員である。

## 外部サイト
- 公式サイト

| 先代朱開軒 （国家教育委員会主任） | 教育部長第12代：1998年3月18日 - 2003年3月17日 | 次代周済 |